# ماریا لوئیسا کایه
ماریا لوئیسا کایه (اسپانیایی: María Luisa Calle‎؛ زادهٔ ۳ اکتبر ۱۹۶۸) دوچرخه‌سوار سابق زن اهل کلمبیا است.
وی در مسابقات کشوری و بین‌المللی در مجموع برندهٔ ۱۶ مدال طلا، ۷ مدال نقره، ۸ مدال برنز شده‌است.